# قالی بیرجند
قالی بیرجند گونه‌ای قالی ایرانی است که در بیرجند تولید می‌شود. روستاهای درخش، مود، چاج، آسیابان، مسک، فورخاص، کوشکک، دره عباس، رژنوک، سرچاه، فصل آباد، تقاب و نوفرست از مهمترین مراکز قالیبافی حومه بیرجند محسوب می‌شوند.

## پیشینه
وضعیت قالیبافی منطقهٔ بیرجند طی صد سال اخیر را می‌توان به سه دوره تقسم کرد:
1. سال‌های قبل از ۱۳۰۰ هجری شمسی تا ۱۳۰۰ که دوران بافت قالیهای خوب و ممتاز منطقه بیرجند بوده‌است و نمونه‌هایی از آنها باقی مانده‌است.
2. سال‌های ۱۳۰۰ تا حدود ۱۳۲۲ هجری شمسی. در این دوره به خاطر وقوع جنگ به ویژه عواقب حاصل از آن، علی‌رغم تولیدات نسبتاً خوب روستاهایی همچون مود و حتی خود شهر بیرجند، رکود و آشفتگی خاصی در وضع صادرات و فروش فرش بیرجند بوجودآمد.
3. از ابتدای سال‌های دهه ۱۳۳۰ هجری شمسی دوران شکوفایی و تجدید حیات فرش بیرجند آغاز گردید؛ یعنی با آغاز فعالیت تولیدکنندگان و بافندگان زبده به تدریج قالی بیرجند شهرت گذشته را یافت و علی‌رغم برخی معضلات که گریبانگیر اکثر قالیهای ایران است توانسته موقعیت مناسبی در کشورهای اروپایی و حتی آمریکا برای خود مهیا سازد.[۱]